# Alexander Östlund
Jan Alexander Östlund (Åkersberga, 2 november 1978) is een Zweedse voormalig profvoetballer. Op 25 januari 2010 maakte hij, nadat hij zijn contract bij Esjberg FB had uitgediend, bekend dat hij als profvoetballer stopte.

## Clubcarrière
Östlund werd internationaal bekend tijdens het EK 2004 toen hij met het Zweeds voetbalelftal de kwartfinale haalde en daarin na strafschoppen werd uitgeschakeld door het Nederlands voetbalelftal. Tijdens de winterstop van seizoen 2004/05 werd Östlund door Feyenoord overgenomen van Hammarby IF. Hier kon hij echter geen indruk maken. Na iets langer dan een jaar in Rotterdam te hebben gevoetbald, maakte hij eind januari 2006 de overstap naar Southampton FC. Vanwege zijn uiterlijk kreeg hij bij Southampton FC van de supporters de bijnaam "Jezus".

## Statistieken
| seizoen | club              | land                | competitie                   | wed. | goals |
| ------- | ----------------- | ------------------- | ---------------------------- | ---- | ----- |
| 1994    | AIK Fotboll       | Vlag van Zweden     | Allsvenskan                  | 3    | 1     |
| 1995    | AIK Fotboll       | Vlag van Zweden     | Allsvenskan                  | 17   | 1     |
| 1996    | AIK Fotboll       | Vlag van Zweden     | Allsvenskan                  | 2    | 0     |
| 1997    | IF Brommapojkarna | Vlag van Zweden     | Superettan                   | 13   | 2     |
| 1998    | AIK               | Vlag van Zweden     | Allsvenskan                  | 24   | 1     |
| 1998/99 | Vitória Guimarães | Vlag van Portugal   | SuperLiga                    | 0    | 0     |
| 1999    | IFK Norrköping    | Vlag van Zweden     | Superettan                   | 11   | 1     |
| 2000    | IFK Norrköping    | Vlag van Zweden     | Allsvenskan                  | 22   | 1     |
| 2001    | IFK Norrköping    | Vlag van Zweden     | Allsvenskan                  | 21   | 1     |
| 2002    | IFK Norrköping    | Vlag van Zweden     | Allsvenskan                  | 23   | 0     |
| 2003    | Hammarby IF       | Vlag van Zweden     | Allsvenskan                  | 20   | 0     |
| 2004    | Hammarby IF       | Vlag van Zweden     | Allsvenskan                  | 25   | 0     |
| 2004/05 | Feyenoord         | Vlag van Nederland  | Eredivisie                   | 16   | 0     |
| 2005/06 | Feyenoord         | Vlag van Nederland  | Eredivisie                   | 17   | 0     |
| 2005/06 | Southampton FC    | Vlag van Engeland   | Football League Championship | 12   | 0     |
| 2006/07 | Southampton FC    | Vlag van Engeland   | Football League Championship | 19   | 0     |
| 2008/10 | Esbjerg fB        | Vlag van Denemarken | Superligaen                  | 6    | 0     |